# Crepidinae
Crepidinae Cass. ex Dumort., 1827 è una sottotribù di piante angiosperme dicotiledoni appartenenti alla famiglia delle Asteraceae.

## Etimologia
Il nome di questa sottotribù deriva da un suo genere (Crepis L.) la cui etimologia non è molto chiara. In latino Crèpìs significa pantofola, sandalo e i frutti di alcune specie di questo genere sono strozzati nella parte mediana ricordando così (molto vagamente) questo tipo di calzare. Inoltre lo stesso vocabolo (krepis) nell'antica Grecia indicava il legno di Sandalo e anche una pianta non identificata descritta da Teofrasto. Non è chiaro quindi, perché Sébastien Vaillant (botanico francese, 1669 - 1722) abbia scelto proprio questo nome per indicare il genere della presente specie.

Il nome scientifico è stato definito per la prima volta dai botanici Barthélemy Charles Joseph Dumortier (Tournai, 3 aprile 1797 – 9 giugno 1878), botanico, naturalista e politico belga e Alexandre Henri Gabriel de Cassini (1781 – 1832), botanico e naturalista francese, nella pubblicazione "Florula belgica, opera majoris prodromus. - 60.1827" del 1827.

## Descrizione

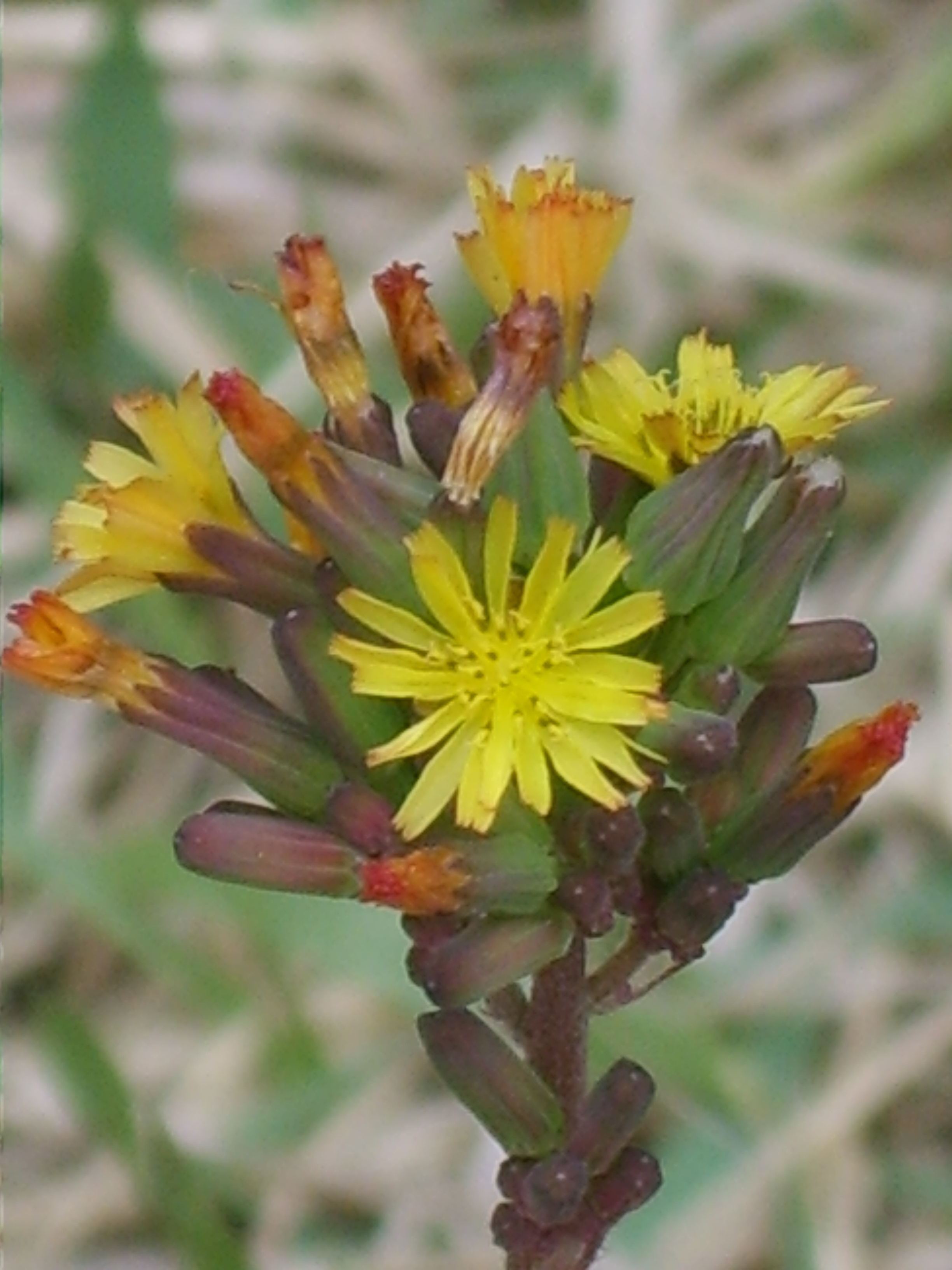
Il portamento
Youngia japonica

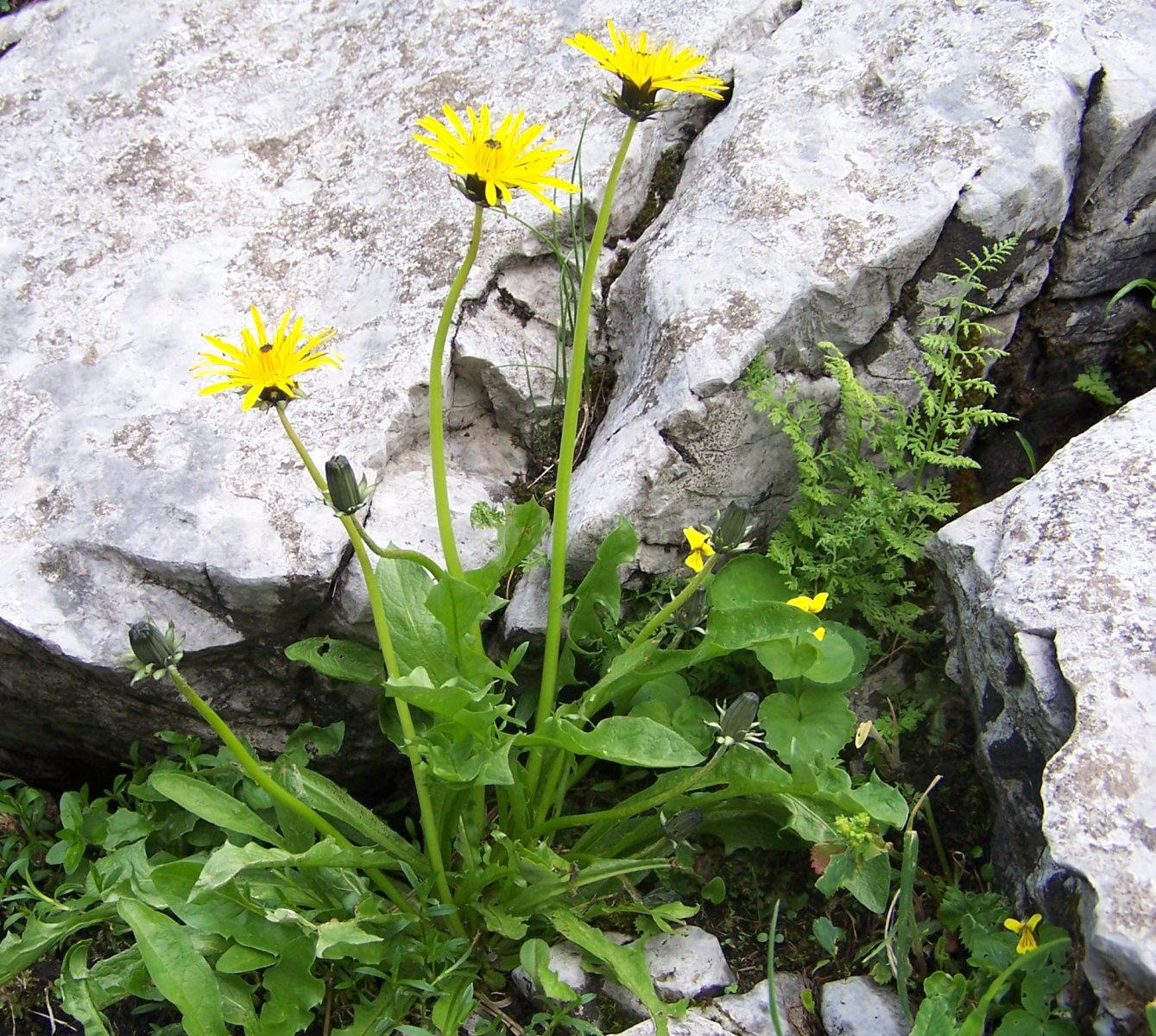
Le foglie
Taraxacum alpinum

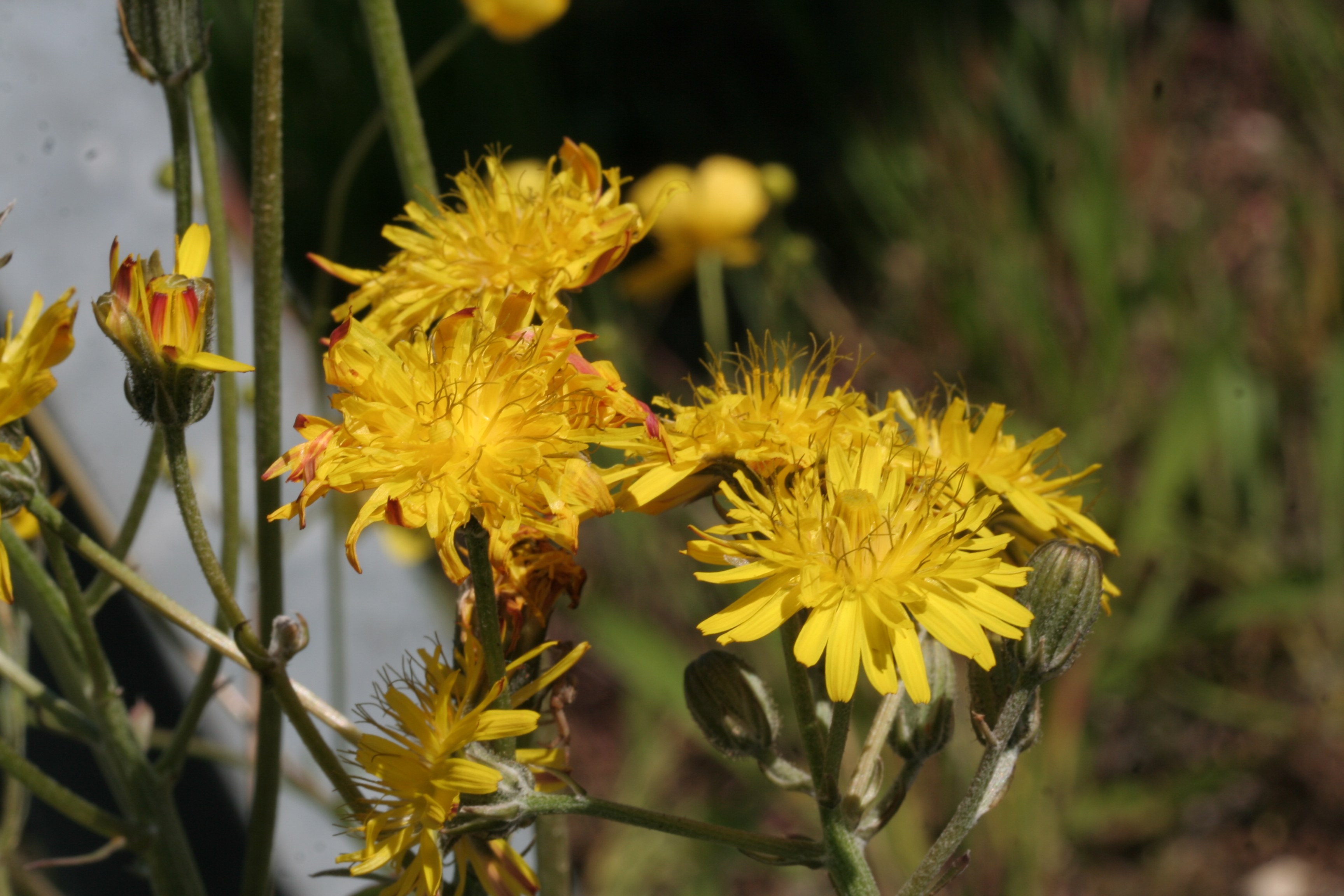
Infiorescenza
Crepis biennis

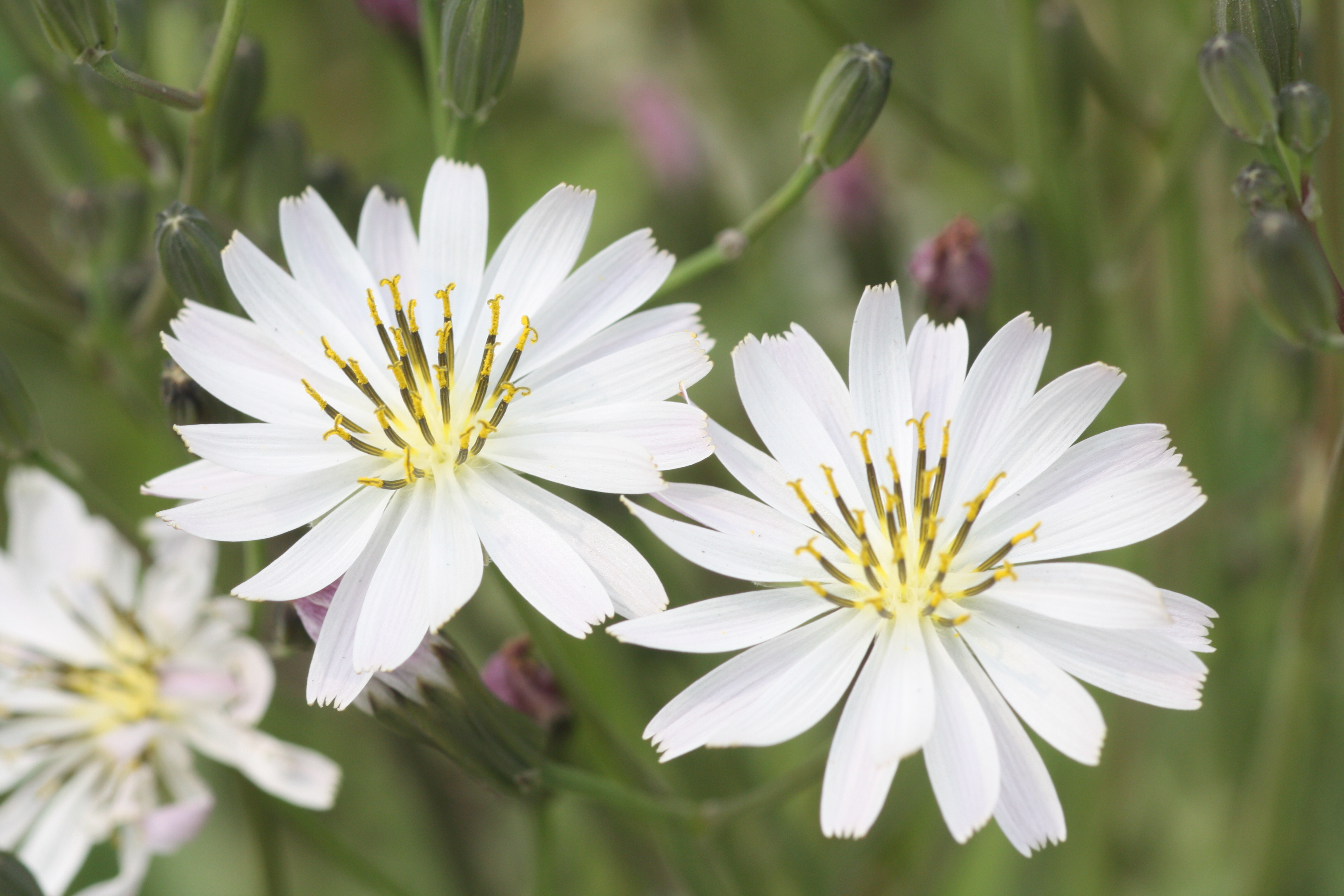
I fiori
Ixeris strigosa

Habitus. Le specie di questa sottotribù sono piante annuali, bienni e perenni non molto alte con una radice di tipo fittonante con un abbondante latice amaro. Occasionalmente possono avere un habitus di tipo arbustivo (Crepidiastrum). Gli scapi fiorali sono cavi e afilli; possono originare direttamente dal rizoma. In alcuni generi i fusti sono ramificati.
Foglie. Le foglie formano delle rosette radicali con lamine intere o dentate oppure roncinato-pennatofide; lungo il caule sono disposte in modo alterno e spesso sono abbraccianti il caule stesso.
Infiorescenza. L'infiorescenza è composta da uno o più capolini terminali e solitari. I capolini, solamente di tipo ligulifloro, sono formati da un involucro composto da brattee (o squame) all'interno delle quali un ricettacolo fa da base ai fiori ligulati. L'involucro ha una forma da campanulata a oblunga o cilindrica ed è formato da una-due serie di brattee; in alcuni casi alla base è legnoso. Solitamente le due serie di brattee non sono uguali: la serie interna è eretta, mentre quella esterna è patente; in alcuni generi (Acanthocephalus) le brattee sono connate alla base. Il ricettacolo è piano e nudo (senza pagliette a protezione della base dei fiori).
Fiori. I fiori (fino a 300 unità per capolino), tutti ligulati, sono tetra-ciclici (ossia sono presenti 4 verticilli: calice – corolla – androceo – gineceo) e pentameri (ogni verticillo ha in genere 5 elementi). I fiori sono ermafroditi e zigomorfi.
- Formula fiorale:

*/x K {\displaystyle \infty }, [C (5), A (5)], G 2 (infero), achenio
- Calice: i sepali del calice sono ridotti ad una coroncina di squame.
- Corolla: le corolle sono formate da una ligula terminante con 5 denti; il colore in genere è giallo o aranciato (o anche rosea o rossa); la superficie può essere sia pubescente che glabra.
- Androceo: gli stami sono 5 con filamenti liberi e distinti, mentre le antere sono saldate in un manicotto (o tubo) circondante lo stilo.[13] Le antere alla base sono prive di codette. Il polline è tricolporato.[14]
- Gineceo: lo stilo è filiforme, mentre gli stigmi dello stilo sono due divergenti e ricurvi. L'ovario è infero uniloculare formato da 2 carpelli. Lo stilo è pubescente nella parte alta-interna; la superficie stigmatica è interna.[15]

Frutti. I frutti sono degli acheni con pappo. Gli acheni sono rostrati (con becco) e costati, sono glabri ed hanno delle forme da rotonde a fusiformi o obovoidi (raramente sono compressi); la superficie può essere tubercolata. In alcune specie gli acheni sono dimorfici (Garhadiolus): quelli esterni sono incurvati con forme subulate e sono parzialmente racchiusi nelle brattee dell'involucro persistente, quelli più interni sono incurvati con un becco, sono caduchi e apicalmente sono provvisti di una coroncina di squame oppure hanno un pappo formato da setole. Il pappo è setoloso (setole scabre/barbate) o anche nullo in alcuni generi.

## Biologia
- Impollinazione: l'impollinazione avviene tramite insetti (impollinazione entomogama tramite farfalle diurne e notturne).
- Riproduzione: la fecondazione avviene fondamentalmente tramite l'impollinazione dei fiori (vedi sopra).
- Dispersione: i semi (gli acheni) cadendo a terra sono successivamente dispersi soprattutto da insetti tipo formiche (disseminazione mirmecoria). In questo tipo di piante avviene anche un altro tipo di dispersione: zoocoria. Infatti gli uncini delle brattee dell'involucro si agganciano ai peli degli animali di passaggio disperdendo così anche su lunghe distanze i semi della pianta.

## Distribuzione e habitat
La sottotribù è distribuita in quasi tutti i continenti (cosmopolita): soprattutto Europa, Africa, Asia e Nord America.

## Tassonomia
La famiglia di appartenenza di questa voce (Asteraceae o Compositae, nomen conservandum) probabilmente originaria del Sud America, è la più numerosa del mondo vegetale, comprende oltre 23.000 specie distribuite su 1.535 generi, oppure 22.750 specie e 1.530 generi secondo altre fonti (una delle checklist più aggiornata elenca fino a 1.679 generi). La famiglia attualmente (2021) è divisa in 16 sottofamiglie.

### Filogenesi
La sottotribù Crepidinae è descritta all'interno della tribù Cichorieae (unica tribù della sottofamiglia Cichorioideae). In base ai dati filogenetici la sottofamiglia Cichorioideae è il terz'ultimo gruppo che si è separato dal nucleo delle Asteraceae (gli ultimi due sono Corymbioideae e Asteroideae). La sottotribù Crepidinae fa parte del "quarto" clade della tribù; in questo clade è in posizione "centrale" vicina alle sottotribù Chondrillinae e Hypochaeridinae.
Inizialmente le Crepidinae (sempre all'interno della tribù delle Cichorieae) erano costituite dai generi con pappo setoloso  (e non piumoso); in seguito a studi di tipo filogenetico questo criterio tassonomico è stato in parte superato e attualmente la sottotribù considerata monofiletica ed è organizzata in due grandi gruppi principali uno a predominanza asiatica e l'altro di origine mediterranea/euroasiatica, divisi, da un punto di vista filogenetico, in 5 subcladi qui di seguito descritti.
Crepis-Lapsana-Rhagadiolus clade. Comprende i generi: Crepis,  Lapsana e Rhagadiolus.

Questo clade, nell'ambito della sottotribù, occupa una posizione più o meno "basale" con i gruppi "Crepidiastrum-Lapsanastrum-Youngia clade" (ancora più "basale") e "Ixeris-Ixeridium-Taraxacum clade" (più interno). Il gruppo "Crepis-Lapsana-Rhagadiolus clade" è diviso in due subcladi: uno formato dal genere Crepis e l'altro, in disposizione politomica, dai generi Lapsana, Rhagadiolus e alcune specie di Crepis. In questo gruppo quindi Lapsana e Rhagadiolus sono morfologicamente ben delimitati, mentre Crepis risulta parafiletico (per cui la sua circoscrizione è provvisoria).
Crepidiastrum-Lapsanastrum-Youngia clade. Comprende i generi: Crepidiastrum, Lapsanastrum e Youngia.

Questo clade, nell'ambito della sottotribù, occupa una posizione più o meno "basale" con il gruppo "Crepis-Lapsana-Rhagadiolus clade" (probabilmente insieme formano un "gruppo fratello"). Crepidiastrum, secondo le ultime analisi filogenetiche molecolari, comprende gli ex generi Paraixeris  Nakai e Crepidifolium Sennikov. Youngia costituisce il "gruppo fratello" di Crepidiastrum, mentre Lapsanastrum è profondamente nidificato all'interno di Youngia (risultando quest'ultimo genere parafiletico).
Ixeris-Ixeridium-Taraxacum clade. Comprende i generi: Ixeridium, Ixeris, Taraxacum e Askellia.

Questo clade, nell'ambito della sottotribù, occupa una posizione vicina al "core" della sottotribù ed è inserito in una politomia formata dai subcladi Garhadiolus-Heteracia e Dubyaea-Nabalus-Soroseris-Syncalathium.  I primi due generi (Ixeris e Ixeridium) formano un "gruppo fratello", mentre il grande genere Taraxacum è in posizione "basale". In posizione intermedia, questo clade include provvisoriamente anche il genere Askellia (i dati relativi a questo genere sono ancora incerti; in altre analisi, invece,Askellia appare come "fratello" di una sezione di Crepis). La circoscrizione di Ixeridium e Ixeris è basata su indagini carpologiche (branca della morfologia vegetale che si occupa della struttura del frutto e dei semi) e cariologiche oltre che alle analisi filogenetiche molecolari relative alla sottotribù Crepidinae. Alcune specie poco note a pappo bianco (I. aculeolatum e I. sagittarioides) sono comprese provvisoriamente in questo gruppo, perché altrimenti il genere comprende solo specie a pappo giallastro o paglierino.
Garhadiolus-Heteracia clade. Comprende i generi: Garhadiolus, Heteracia, Heteroderis, Lagoseriopsis e Acanthocephalus.

Questo clade, nell'ambito della sottotribù, occupa una posizione vicina al "core" della sottotribù ed è inserito in una politomia formata dai subcladi Ixeris-Ixeridium-Taraxacum e Dubyaea-Nabalus-Soroseris-Syncalathium. Il genere Acanthocephalus è in posizione "basale" seguito dal genere Garhadiolus. Il "core" del sub-clade è formato dai tre rimanenti generi in posizione politomia.
Dubyaea-Nabalus-Soroseris-Syncalathium clade. Comprende i generi: Dubyaea, Hololeion, Nabalus, Syncalathium, Sinoseris, Sonchella, Soroseris, Mojiangia e Spiroseris.

Questo clade, nell'ambito della sottotribù, occupa il "core" della sottotribù ed è inserito in una politomia formata dai subcladi Ixeris-Ixeridium-Taraxacum e Garhadiolus-Heteracia. Il clade è fondamentalmente asiatico. Il clade stesso, da un punto di vista filogenetico, si presenta con una struttura altamente politomica con diversi generi non monofiletici. Il genere Dubyaea si presenta sparso fra gli altri membri del gruppo (da alcuni studi sulla vascolarizzazione degli acheni sembra che le specie di Dubyaea siano molto vicine a Nabalus e Soroseris- in altri studi con il clade "Soroseris, Syncalathium e Nabalus" risulta formare un gruppo fratello. Il genere Hololeion è vicino (da un punto di vista filogenetico) ad alcune specie del genere Nabalus (un altro genere non monofiletico). Il genere Sonoseris occupa una posizione intermedia, probabilmente nidificato all'interno del genere Dubyaea.
Il seguente cladogramma, tratto dagli studi citati e semplificato, mostra l'attuale conoscenza della sottotribù. [La seguente configurazione filogenetica è basata sull'analisi di alcune particolari regioni (nrITS) del DNA; analisi su altre regioni (DNA del plastidio) possono dare dei risultati lievemente diversi].
|  | Nabalus 2 |
|  |           |
|  | Hololeion |
|  |           |

|  | Youngia 1 |
|  |           |
|  | Dubyaea   |
|  |           |

|  | Nabalus 2 |
|  |           |
|  | Hololeion |
|  |           |

|  | Youngia 1 |
|  |           |
|  | Dubyaea   |
|  |           |

|  | \| \| Heteracia \| \| \| \| \| \| Lagoseriopsis \| \| \| \| \| \| Heteroderis \| \| \| \| |
|  |                                                                                           |
|  | Garhadiolus                                                                               |
|  |                                                                                           |
|  | Heteracia                                                                                 |
|  |                                                                                           |
|  | Lagoseriopsis                                                                             |
|  |                                                                                           |
|  | Heteroderis                                                                               |
|  |                                                                                           |

|  | Heteracia     |
|  |               |
|  | Lagoseriopsis |
|  |               |
|  | Heteroderis   |
|  |               |

|  | \| \| Heteracia \| \| \| \| \| \| Lagoseriopsis \| \| \| \| \| \| Heteroderis \| \| \| \| |
|  |                                                                                           |
|  | Garhadiolus                                                                               |
|  |                                                                                           |
|  | Heteracia                                                                                 |
|  |                                                                                           |
|  | Lagoseriopsis                                                                             |
|  |                                                                                           |
|  | Heteroderis                                                                               |
|  |                                                                                           |

|  | Heteracia     |
|  |               |
|  | Lagoseriopsis |
|  |               |
|  | Heteroderis   |
|  |               |

|  | \| \| Ixeridium \| \| \| \| \| \| Ixeris \| \| \| \| |
|  |                                                      |
|  | Askellia                                             |
|  |                                                      |
|  | Ixeridium                                            |
|  |                                                      |
|  | Ixeris                                               |
|  |                                                      |

|  | Ixeridium |
|  |           |
|  | Ixeris    |
|  |           |

|  | \| \| Ixeridium \| \| \| \| \| \| Ixeris \| \| \| \| |
|  |                                                      |
|  | Askellia                                             |
|  |                                                      |
|  | Ixeridium                                            |
|  |                                                      |
|  | Ixeris                                               |
|  |                                                      |

|  | Ixeridium |
|  |           |
|  | Ixeris    |
|  |           |

|  | Nabalus 2 |
|  |           |
|  | Hololeion |
|  |           |

|  | Youngia 1 |
|  |           |
|  | Dubyaea   |
|  |           |

|  | Nabalus 2 |
|  |           |
|  | Hololeion |
|  |           |

|  | Youngia 1 |
|  |           |
|  | Dubyaea   |
|  |           |

|  | \| \| Heteracia \| \| \| \| \| \| Lagoseriopsis \| \| \| \| \| \| Heteroderis \| \| \| \| |
|  |                                                                                           |
|  | Garhadiolus                                                                               |
|  |                                                                                           |
|  | Heteracia                                                                                 |
|  |                                                                                           |
|  | Lagoseriopsis                                                                             |
|  |                                                                                           |
|  | Heteroderis                                                                               |
|  |                                                                                           |

|  | Heteracia     |
|  |               |
|  | Lagoseriopsis |
|  |               |
|  | Heteroderis   |
|  |               |

|  | \| \| Heteracia \| \| \| \| \| \| Lagoseriopsis \| \| \| \| \| \| Heteroderis \| \| \| \| |
|  |                                                                                           |
|  | Garhadiolus                                                                               |
|  |                                                                                           |
|  | Heteracia                                                                                 |
|  |                                                                                           |
|  | Lagoseriopsis                                                                             |
|  |                                                                                           |
|  | Heteroderis                                                                               |
|  |                                                                                           |

|  | Heteracia     |
|  |               |
|  | Lagoseriopsis |
|  |               |
|  | Heteroderis   |
|  |               |

|  | \| \| Ixeridium \| \| \| \| \| \| Ixeris \| \| \| \| |
|  |                                                      |
|  | Askellia                                             |
|  |                                                      |
|  | Ixeridium                                            |
|  |                                                      |
|  | Ixeris                                               |
|  |                                                      |

|  | Ixeridium |
|  |           |
|  | Ixeris    |
|  |           |

|  | \| \| Ixeridium \| \| \| \| \| \| Ixeris \| \| \| \| |
|  |                                                      |
|  | Askellia                                             |
|  |                                                      |
|  | Ixeridium                                            |
|  |                                                      |
|  | Ixeris                                               |
|  |                                                      |

|  | Ixeridium |
|  |           |
|  | Ixeris    |
|  |           |

|  | \| \| Rhagadiolus \| \| \| \| \| \| Lapsana \| \| \| \| \| \| Crepis 1 \| \| \| \| |
|  |                                                                                    |
|  | Crepis 2                                                                           |
|  |                                                                                    |
|  | Rhagadiolus                                                                        |
|  |                                                                                    |
|  | Lapsana                                                                            |
|  |                                                                                    |
|  | Crepis 1                                                                           |
|  |                                                                                    |

|  | Rhagadiolus |
|  |             |
|  | Lapsana     |
|  |             |
|  | Crepis 1    |
|  |             |

|  | \| \| Youngia 2 \| \| \| \| \| \| Lapsanastrum \| \| \| \| |
|  |                                                            |
|  | Crepidiastrum                                              |
|  |                                                            |
|  | Youngia 2                                                  |
|  |                                                            |
|  | Lapsanastrum                                               |
|  |                                                            |

|  | Youngia 2    |
|  |              |
|  | Lapsanastrum |
|  |              |

|  | Nabalus 2 |
|  |           |
|  | Hololeion |
|  |           |

|  | Youngia 1 |
|  |           |
|  | Dubyaea   |
|  |           |

|  | Nabalus 2 |
|  |           |
|  | Hololeion |
|  |           |

|  | Youngia 1 |
|  |           |
|  | Dubyaea   |
|  |           |

|  | \| \| Heteracia \| \| \| \| \| \| Lagoseriopsis \| \| \| \| \| \| Heteroderis \| \| \| \| |
|  |                                                                                           |
|  | Garhadiolus                                                                               |
|  |                                                                                           |
|  | Heteracia                                                                                 |
|  |                                                                                           |
|  | Lagoseriopsis                                                                             |
|  |                                                                                           |
|  | Heteroderis                                                                               |
|  |                                                                                           |

|  | Heteracia     |
|  |               |
|  | Lagoseriopsis |
|  |               |
|  | Heteroderis   |
|  |               |

|  | \| \| Heteracia \| \| \| \| \| \| Lagoseriopsis \| \| \| \| \| \| Heteroderis \| \| \| \| |
|  |                                                                                           |
|  | Garhadiolus                                                                               |
|  |                                                                                           |
|  | Heteracia                                                                                 |
|  |                                                                                           |
|  | Lagoseriopsis                                                                             |
|  |                                                                                           |
|  | Heteroderis                                                                               |
|  |                                                                                           |

|  | Heteracia     |
|  |               |
|  | Lagoseriopsis |
|  |               |
|  | Heteroderis   |
|  |               |

|  | \| \| Ixeridium \| \| \| \| \| \| Ixeris \| \| \| \| |
|  |                                                      |
|  | Askellia                                             |
|  |                                                      |
|  | Ixeridium                                            |
|  |                                                      |
|  | Ixeris                                               |
|  |                                                      |

|  | Ixeridium |
|  |           |
|  | Ixeris    |
|  |           |

|  | \| \| Ixeridium \| \| \| \| \| \| Ixeris \| \| \| \| |
|  |                                                      |
|  | Askellia                                             |
|  |                                                      |
|  | Ixeridium                                            |
|  |                                                      |
|  | Ixeris                                               |
|  |                                                      |

|  | Ixeridium |
|  |           |
|  | Ixeris    |
|  |           |

|  | Nabalus 2 |
|  |           |
|  | Hololeion |
|  |           |

|  | Youngia 1 |
|  |           |
|  | Dubyaea   |
|  |           |

|  | Nabalus 2 |
|  |           |
|  | Hololeion |
|  |           |

|  | Youngia 1 |
|  |           |
|  | Dubyaea   |
|  |           |

|  | \| \| Heteracia \| \| \| \| \| \| Lagoseriopsis \| \| \| \| \| \| Heteroderis \| \| \| \| |
|  |                                                                                           |
|  | Garhadiolus                                                                               |
|  |                                                                                           |
|  | Heteracia                                                                                 |
|  |                                                                                           |
|  | Lagoseriopsis                                                                             |
|  |                                                                                           |
|  | Heteroderis                                                                               |
|  |                                                                                           |

|  | Heteracia     |
|  |               |
|  | Lagoseriopsis |
|  |               |
|  | Heteroderis   |
|  |               |

|  | \| \| Heteracia \| \| \| \| \| \| Lagoseriopsis \| \| \| \| \| \| Heteroderis \| \| \| \| |
|  |                                                                                           |
|  | Garhadiolus                                                                               |
|  |                                                                                           |
|  | Heteracia                                                                                 |
|  |                                                                                           |
|  | Lagoseriopsis                                                                             |
|  |                                                                                           |
|  | Heteroderis                                                                               |
|  |                                                                                           |

|  | Heteracia     |
|  |               |
|  | Lagoseriopsis |
|  |               |
|  | Heteroderis   |
|  |               |

|  | \| \| Ixeridium \| \| \| \| \| \| Ixeris \| \| \| \| |
|  |                                                      |
|  | Askellia                                             |
|  |                                                      |
|  | Ixeridium                                            |
|  |                                                      |
|  | Ixeris                                               |
|  |                                                      |

|  | Ixeridium |
|  |           |
|  | Ixeris    |
|  |           |

|  | \| \| Ixeridium \| \| \| \| \| \| Ixeris \| \| \| \| |
|  |                                                      |
|  | Askellia                                             |
|  |                                                      |
|  | Ixeridium                                            |
|  |                                                      |
|  | Ixeris                                               |
|  |                                                      |

|  | Ixeridium |
|  |           |
|  | Ixeris    |
|  |           |

|  | \| \| Rhagadiolus \| \| \| \| \| \| Lapsana \| \| \| \| \| \| Crepis 1 \| \| \| \| |
|  |                                                                                    |
|  | Crepis 2                                                                           |
|  |                                                                                    |
|  | Rhagadiolus                                                                        |
|  |                                                                                    |
|  | Lapsana                                                                            |
|  |                                                                                    |
|  | Crepis 1                                                                           |
|  |                                                                                    |

|  | Rhagadiolus |
|  |             |
|  | Lapsana     |
|  |             |
|  | Crepis 1    |
|  |             |

|  | \| \| Youngia 2 \| \| \| \| \| \| Lapsanastrum \| \| \| \| |
|  |                                                            |
|  | Crepidiastrum                                              |
|  |                                                            |
|  | Youngia 2                                                  |
|  |                                                            |
|  | Lapsanastrum                                               |
|  |                                                            |

|  | Youngia 2    |
|  |              |
|  | Lapsanastrum |
|  |              |

I caratteri più distintivi per questa sottotribù (e quindi per i suoi generi) sono:
- in queste piante non sono presenti i peli piccoli, morbidi e ramificati;
- le brattee involucrali sono disposte in due serie ineguali;
- i capolini contengono molti fiori;
- le setole del pappo non sono fragili;
- gli acheni alla base sono poco compressi.

Il numero cromosomico delle specie della sottotribù è: 2n = 6 - 16. Sono presenti specie triploidi (Ixeris), tetraploidi (Crepis), esaploidi (Acanthocephalus) e octoploidi (Crepis) oltre a quelle diploidi.

### Composizione della sottotribù
Questo gruppo comprende 24 generi e 2.795 specie (comprese le apomittiche e agamospecie di Taraxacum).

| Genere                                       | N. specie                                      | Distribuzione | Caratteri principali | Numeri cromosomici | Fiori |
| -------------------------------------------- | ---------------------------------------------- | --- | --- | --- | ----- |
| Acanthocephalus Kar. & Kir., 1842            | 2                                              | Vicino Oriente, Asia centrale e Cina                                                                                    | Le brattee interne dell'involucro sono ispessite, dure e alla fruttificazione sono connate agli acheni. - Il pappo è assente o ha una forma di corona e si trova solamente negli acheni interni. - Il numero cromosomico è basso. | 2n = 6. Il numero di base è probabilmente x = 3                                                                                        |       |
| Askellia W.A. Weber, 1984                    | 10                                             | Asia orientale, Cina e America del Nord                                                                                 | Il portamento delle specie è rosulato. - Le foglie sono quasi sempre intere. - Le infiorescenze sono pauciflore e snelle. | 2n = 14 |       |
| Crepidiastrum Nakai, 1920                    | 18                                             | Asia orientale con continuità da nord a sud                                                                             | Il portamento delle piante è eretto. - Il becco degli acheni è ben visibile. - Il numero cromosomico è 2n = 10. | 2n = 10 (le specie sono diploidi, triploidi e tetraploidi)                                                                             |       |
| Crepis L., 1753                              | 205                                            | Cosmopolita (esclusa Australia)                                                                                         | Le piante non sono bulbose. - Le brattee sono embricate in due serie disuguali (quelle esterne sono più corte). - Gli acheni all'apice si assottigliano in un becco. - Gli acheni sono dimorfici. - Il pappo è bianco con peli flessibili e tenaci. | 2n = 6, 8, 10, 12, 14 e 16 (diploidi, tetraploidi, esaploidi, octoploidi)                                                              |       |
| Dubyaea DC., 1838                            | 12                                             | Himalaya e montagne della Cina                                                                                          | L'areale di distribuzione è Sino-himalayano. - Le brattee dell'involucro hanno una disposizione embricata. - Gli acheni sono fusiformi. | 2n = 16 (specie diploidi) |       |
| Garhadiolus Jaub. & Spach, 1850              | 3                                              | Caucaso, Vicino oriente, Asia                                                                                           | Il portamento di queste piante è prostrato e appressato al terreno. - Le foglie sono rosulate. - Il pappo degli acheni centrali spesso è ridotto ad una struttura simile ad una coroncina. | 2n = 10 (specie diploidi) |       |
| Heteracia Fisch. & C.A. Mey., 1835           | 2                                              | Crimea e Asia | Le brattee interne non induriscono e non si saldano ai frutti. - Il pappo è assente o a forma di coroncina o è presente solamente negli acheni interni. | 2n = 8 (specie diploidi) |       |
| Heteroderis (Bunge) Boiss., 1875             | Una specie: H. pusilla (Boiss.) Boiss.         | Vicino oriente e Asia centrale                                                                                          | Gli acheni sono dimorfi. - Acheni esterni: hanno 5 - 6 coste, sono senza becco e pappo e sono rinchiusi nelle brattee dell'involucro di tipo stellato. - Acheni interni: sono caduchi e si differenziano nella forma del corpo (la superficie può essere trasversalmente tubercolata) ed hanno un lungo becco e un pappo.                                                                | 2n = 6 (specie diploidi) |       |
| Hololeion Kitam., 1941                       | 3                                              | Asia orientale (Cina e Giappone)                                                                                        | Queste piante sono stolonifere. - La superficie di queste piante è quasi glabra. - Gli acheni hanno 5 coste. | 2n = 16 (specie diploidi) |       |
| Ixeridium (A. Gray) Tzvelev, 1964            | 17                                             | Asia, Malaysia e Nuova Guinea                                                                                           | Gli acheni hanno da 9 a 12 piccole coste più o meno spinulose. - Il becco degli acheni è filiforme. - Il pappo è giallo o paglierino. | 2n = 10, 14 e 16 (specie diploidi, triploidi, tetraploidi e esaploidi). Il numero di base è n = 7                                      |       |
| Ixeris (Cass.) Cass., 1822                   | 18                                             | Asia (dalla Nuova Guinea alla Kamchatka)                                                                                | Gli acheni hanno 10 strette ali. - Il becco degli acheni è filiforme. - La superficie degli acheni è liscia. | 2n = 12, 14, 16 e 18 (le specie sono diploidi, triploidi, tetraploidi, esaploidi, eptaploidi e octaploidi). Il numero di base è n = 8. |       |
| Lagoseriopsis Kirp., 1964                    | Una specie: L. popovii (Krasch.) Kirp.         | Asia centrale (endemismo del Kazakhstan, Tadzikistan e Uzbekistan)                                                      | L'areale è relativo all'Asia centrale. - La specie è endemica del Kazakhstan, Tadzikistan e Uzbekistan. - Gli acheni esterni hanno delle forme prismatiche, sono pubescenti ed hanno un pappo caduco. - Gli acheni interni sono glabri ed hanno un pappo persistente. | |       |
| Lapsana L., 1753                             | Una specie L. communis L.)                     | Europa | La distribuzione è soprattutto europea. - Il fusto ha una struttura ramosa-corimbosa. - Le foglie hanno 2 - 4 segmenti laterali minori. - I capolini sono molto numerosi. - L'involucro ha due serie distinte di brattee. - Il colore dei fiori è giallo chiaro, quasi pallido. - Gli acheni hanno una ventina di sottili coste longitudinali. - Gli acheni esterni sono privi di pappo. | 2n = 12, 14 e 16 (specie diploide) |       |
| Lapsanastrum J.H. Pak & K. Bremer, 1995      | 4                                              | Asia orientale | Il ciclo biologico è annuo o bienne. - I fusti sono gracili. - Gli acheni hanno da 10 a 13 coste disuguali. - Il pappo è assente. - La distribuzione è asiatica orientale | 2n = 18 (le specie sono diploidi e tetraploidi)                                                                                        |       |
| Mojiangia Ze H.Wang & al., 2021              | Una specie: M. oreophila Ze H.Wang & al., 2021 | Yunnan | Il ciclo biologico è perenne rosulato. - Le sinfiorescenze sono corimbose con al massimo 90 capolini. - I fiori per capolino sono da 18 a 26. - Gli acheni hanno circa 15 coste (5 principali e altre secondarie) | 2n = 16 (specie diploide) |       |
| Nabalus Cass., 1825                          | 18                                             | Asia orientale e America del Nord                                                                                       | L'habitus di queste piante è fittonante perenne. - Gli acheni hanno 10 - 12 coste longitudinali. - La distribuzione è relativa all'Asia orientale e Nordamerica. | 2n = 16 (specie diploidi, raramente tetraploidi)                                                                                       |       |
| Rhagadiolus Juss., 1789                      | 2                                              | Mediterraneo e Vicino oriente                                                                                           | Il ciclo biologico è annuo. - Il numero e l'habitus (o "indumentum") delle brattee interne dell'involucro. - I fiori per capolino sono 8 - 12. - Gli acheni sono privi di pappo. - Gli acheni esterni all'antesi si presentano con una struttura stellata in modo patente, quegli interni sono diritti.                                                                                  | 2n = 10 (le specie sono diploidi) |       |
| Sinoseris N.Kilian, Ze H.Wang & H.Peng, 2020 | 3                                              | Endemismo della Cina meridionale-centrale                                                                               | Le specie sono un endemismo della Cina centrale-meridionale. - Il ciclo biologico è perenne. - La lamina fogliare varia da indivisa a pennata. - Gli acheni hanno il becco e almeno 5 coste longitudinali. | |       |
| Sonchella Sennikov, 2007                     | 2                                              | Asia centrale e Cina | L'habitat di queste piante è salino. - Le foglie sono indivise. - Le coste degli acheni sono 5 (più 1 - 2 secondarie). | 2n = 16 |       |
| Soroseris Stebbins, 1940                     | 8                                              | Himalaya e Cina | I capolini sono numerosi e aggregati in larghe sinfiorescenze. - Queste specie sono tipicamente delle perenni alpine con portamenti nani. - Gli acheni sono omomorfi. - L'areale è endemico sino-himalayano. | 2n = 16 (specie diploidi - raramente tetraploidi)                                                                                      |       |
| Spiroseris Rech. f., 1977                    | Una specie: S. phyllocephala Rech. f.          | Pakistan (endemismo) | Le brattee dell'involucro hanno una disposizione lassa. - Le brattee esterne dell'involucro hanno una consistenza fogliacea, quelle interne sono nerastre. - Gli acheni sono tetra-costati. - La specie è endemica del Pakistan. | |       |
| Syncalathium Lipsch., 1956                   | 6                                              | Himalaya e Cina | Il pappo è monomorfico (privo di un anello esterno di corte setole). - I capolini sono sessili. - Le infiorescenze sono compatte. | 2n = 16 (specie diploidi) |       |
| Taraxacum F.H. Wigg., 1780                   | 2415 (specie apomittiche)                      | Cosmopolita | Le piante sono rizomatose. - Le foglie sono riunite in rosette radicali. - Le infiorescenze sono formate da capolini solitari e terminali. - Le brattee sono disposte in due serie. - Il tubo della corolla ha all'apice dei ciuffi di lunghi peli. - I capolini hanno un numero elevato di fiori (fino a 300). - Numeri cromosomici elevati                                             | 2n = 16. Sono presenti individui diploidi, triploidi, tetraploidi, pentaploidi, esaploidi, eptaploidi e oltre.                         |       |
| Youngia Cass., 1831                          | 40                                             | Asia tropicale, in particolare orientale e meridionale, con un centro di diversità in Cina (con molte specie endemiche) | Le piante sono glabre. - Gli acheni sono poco compressi e ristretti all'apice. - Gli acheni hanno 12 - 15 snelle coste ineguali che spesso sono alate. | 2n = 10, 12 e 16 (le specie sono diploidi; più raramente tetraploidi)                                                                  |       |

### Flora spontanea italiana
Nella flora spontanea italiana, di questa sottotribù, sono presenti le seguenti specie:
- Crepis - circa 40 specie.
- Lapsana - una specie:

Lapsana communis L., 1753 - Distribuzione: in Italia è ovunque molto comune.
- Rhagadiolus - due specie:

Rhagadiolus edulis Gaertn. - Distribuzione: si trova soprattutto al Sud e al Centro dal piano fino 1.000 m s.l.m. nei campi a riposo e nelle vigne.
Rhagadiolus stellatus (L.) Gaertn. - Distribuzione: si trova con discontinuità in tutto il territorio dal piano fino 1.000 m s.l.m. nelle zone incolte, nei campi a riposo e nei pascoli aridi.
- Taraxacum - circa 150 specie.